# Ретороманські мови
Ретороманські мови — група романських мов, якою розмовляють ретороманці Італії та Швейцарії. У минулому ретороманські мови часто трактувались як місцеві різновиди однієї ретороманської мови. Однак заходи, спрямовані на стандартизацію мови та законодавства, запроваджені для захисту мовних меншин, свідчать про те, що на основі ретороманських діалектів виникають три окремі стандартні мови:
- Романшська мова (долина Рейну, кантон Граубюнден на південному сході Швейцарії та частково на півночі Італії);
  - енгадинський діалект в долині річки Інн;
- Ладинська мова (північ Італії: область Альто-Адідже в Альпах);
- Фріульська мова (область Фріулі в Італії).

## Назва
Назва «ретороманські мови» походить від римської провінції Реція.

## Походження ретороманських мов
До римських завоювань Альпи були кельтомовними на півночі і ретомовними на півдні. Територія була включена до складу Римської імперії під час правління Октавіана Августа. Рето-романські мови зародилися як діалект латини провінційної частини центральних Альп.
В кінці існування Римської імперії тут існувала неперервана область романської мови, яка поступово розбивалася на відокремлені діалекти у високих долинах, межуючи з німецькими діалектами на півночі та гало-італійськими мовами з півдня.
Рето-романськими мовами говорили на значно ширшій території за часів правління Карла Великого, територія розповсюджена простягалась на північ до сучасних кантонів Гларус та Санкт-Галлен, до Валензее на північному заході до Рюті та долини Альпійського Рейна на північному сході. На сході частини сучасного Форарльберга говорили ретороманськими мовами, як і в частині австрійського Тіроля. Північні райони теперішньої Швейцарії, названі Нижня Реція, стали німецькомовними до 12 століття; а до 15 століття долина Рейну в кантоні Санкт-Галлен та райони навколо Валензее вже були повністю німецькомовними.
Асиміляція була тривалим процесом, коли великі центральні міста вже говорили німецькою мовою, тоді як більш периферійні райони навколо них довше залишалися романовними. Перехід на німецьку мову був спричинений, зокрема, впливом місцевих німецькомовних еліт та німецькомовних іммігрантів з півночі, причому нижчі та сільські класи довше зберігали ретороманські мови.